# Бедар, Эрик
Эрик Бедар (фр. Éric Bédard; род.17 декабря 1976 года в Шавинигане, провинция Квебек) — канадский шорт-трекист. Олимпийский чемпион игр 1998 и 2002 годов, серебряный призёр Олимпийских игр 2006 года, бронзовый призёр 2002 года. Одиннадцатикратный чемпион мира.

## Спортивная карьера
В начале 1990-х годов Бедар постепенно набирал признание, выигрывая вначале юниорские соревнования, а потом и взрослые как на национальном, так и на международном уровне. В 1997 году он занял третье место на чемпионате Канады по шорт-треку и бронзу на чемпионате мира в Нагано в эстафете, тем самым отобрался на Олимпийские игры. В феврале 1998 года на Олимпийских играх в Нагано Бедар выступал на дистанции 500 метров, где был только десятым, на 1000 метров один из фаворитов Марк Ганьон выбыл ещё в полуфинале, а в финале кореец Ким Дон Сун - чемпион мира на этой дистанции на самом финише опередил китайца   Ли Цзяцзюня, Бедар финишировал третьим. Также он выиграл золото эстафеты в команде. В том 1998 году через месяц Бедар выиграл золото эстафеты чемпионата мира в Вене. Через 2 года в Шеффилде Бедар победил на дистанции 500 метров и занял второе место в общем зачёте. В 2001 году выиграл золото на командном чемпионате мира в Нобеяме.
На Олимпийских играх в Турине Бедар выступал только в эстафете и вместе с партнёрами выиграл своё второе золото Олимпиады. На следующий год вновь выиграл командный чемпионат мира в Софии. Межолимпийский цикл сложился для Бедара неоднозначно. В 2004 году не было результатов, а в 2005 выиграл золото в эстафете на мировом чемпионате в Пекине и золото командного чемпионата мира в корейском Чхунчхоне. И вот на своей последней Олимпиаде в Турине Эрик на дистанции 500 метров вышел в финал и там уступил в борьбе за 3-е место Ан Хён Су всего 0,004 сек. Но в эстафете завязалась борьба между канадской и корейской командами. Корейцы ни разу не были олимпийскими чемпионами, и они вырвали победу благодаря своему лидеру Ан Хён Су, который на финальном круге смог обойти канадца. Серебряная медаль для Бедара была последней в его олимпийской карьере. ПослеИигр он выиграл золото в эстафете на чемпионате мира в Миннеаполисе и серебро на командном чемпионате мира в Монреале.

## Тренерская карьера
Бедар закончил свою спортивную карьеру в 2007 году. А с 2008 по 2010 года был тренером сборной Германии. С 2010 по 2014 года тренировал итальянскую команду, и привёл её к Олимпийским играм в Сочи, далле год работал с французами. Потом вернулся в Канаду, где с 2015 года руководил программой высоких достижении в шорт-треке в Калгари. С 2018 года он стал тренером национальной сборной Канады по шорт-треку.